# الإسلام في البوسنة والهرسك
الإسلام هو الدين الأكثر انتشارًا في البوسنة والهرسك. وصل الإسلام إلى السكان المحليين في القرنين الخامس عشر والسادس عشر بعد الفتح العثماني للبوسنة والهرسك. يشكل المسلمون 51% من سكان البوسنة، ويشير تقدير آخر أجراه PEW Research إلى أن 52% من السكان مسلمون و35% أرثوذكس و8% كاثوليك فقط.
على الرغم من أنهم تقليديًا سُنة يتبعون المذهب الحنفي، فقد وجد استطلاع عام 2012 أن 54% من مسلمي البوسنة والهرسك يعتبرون أنفسهم مسلمين فقط، بينما قال 38% إنهم مسلمون سنّة.  هناك أيضًا مجتمع صوفي صغير يوجد في وسط البوسنة، ومجتمع مسلم شيعي صغير في البوسنة.
يضمن دستور البوسنة والهرسك على حرية الدين والتي يلتزم بها بشكل عام في جميع أنحاء البلاد.

## التاريخ

### الفترة العثمانية
وصل الإسلام لأول مرة إلى البلقان بشكل كبير نطاق واسع في منتصف وأواخر القرن الخامس عشر من قبل العثمانيين الذين سيطروا على معظم البوسنة في عام 1463 وسيطروا على الهرسك في ثمانينيات القرن التاسع عشر. على مدى القرن التالي أسلم العديد من البوسنيين - المكونين من المسيحيين الأصليين والقبائل السلافية التي كانت تعيش في المملكة البوسنية- تحت الحكم العثماني. بحلول أوائل القرن السابع عشر، كان ما يقرب من ثلثي سكان البوسنة مسلمين. ظلت البوسنة والهرسك مقاطعة في الإمبراطورية العثمانية وحصلت على حكم ذاتي بعد انتفاضة البوسنة في عام 1831.

### الفترة النمساوية المجرية

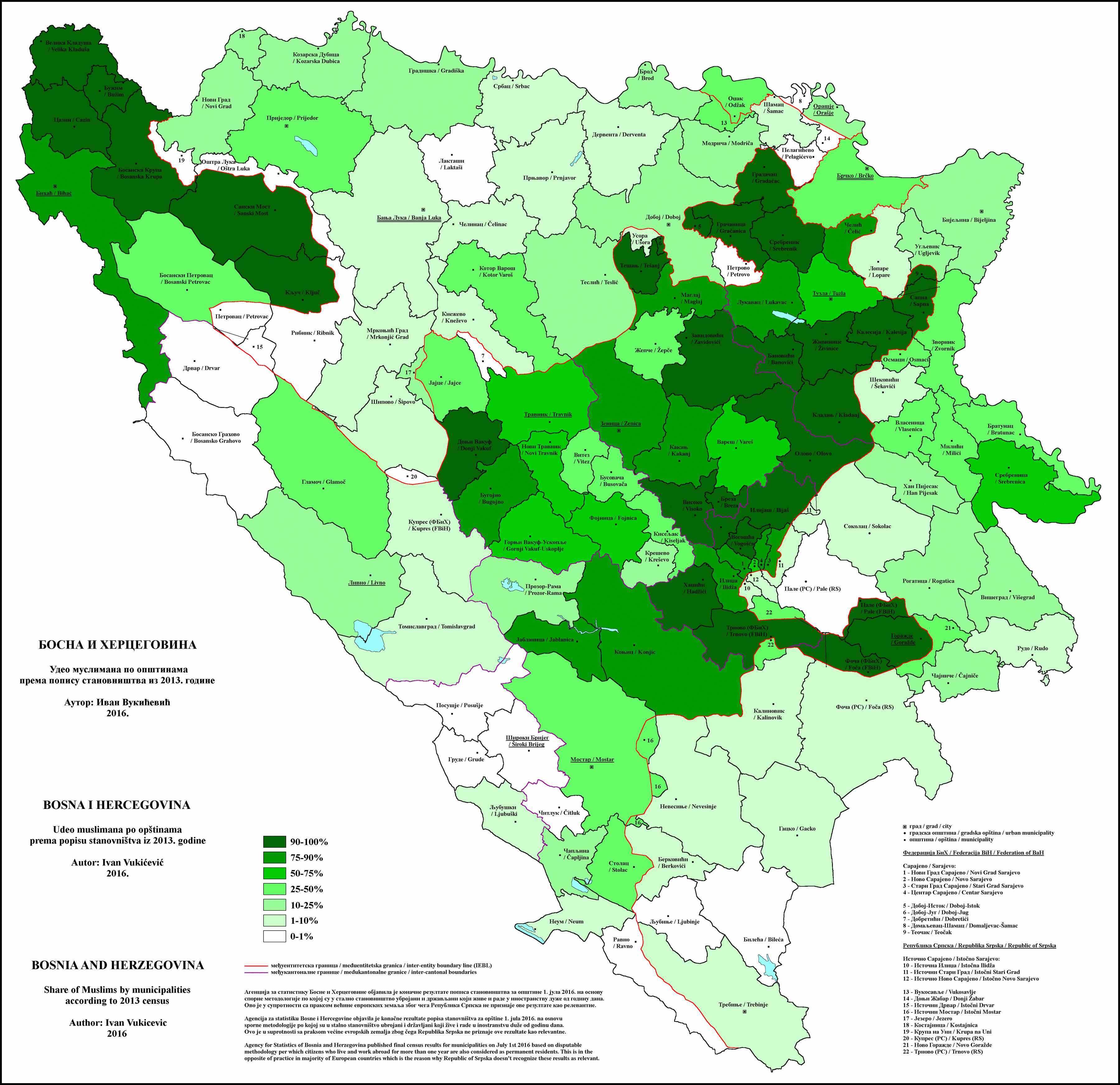
نسبة المسلمين في البوسنة حسب البلديات عام 2013

أصبحت البوسنة والهرسك تحت سيطرة النمسا والمجر بعد مؤتمر برلين عام 1878. ضمت النمسا والمجر المنطقة رسميًا في عام 1908. على عكس ما حدث في إسبانيا من محاكم التفتيش، لم تبذل السلطات النمساوية المجرية أي محاولة لتحويل مواطني هذه الأراضي المكتسبة حديثًا لأن دستور ديسمبر يضمن حرية الدين، وهكذا ظلت البوسنة والهرسك مسلمة.

### فترة ما بعد الحرب
تضرر ما يصل إلى أكثر من 4000 مبنى مختلف للضرر أو تدمر في حرب البوسنة خلال التسعينيات، وأعيد بناء العديد من المساجد بمساعدة أموال من السعودية ودول أخرى من الشرق الأوسط والأقصى.
مارس مسلمو البوسنة تاريخيًا شكلاً من أشكال الإسلام المتأثر بالصوفية. لكن منذ حرب البوسنة بقي بعض المجاهدين من الشرق الأوسط الذي قاتلوا إلى جانب الجيش البوسني لبعض الوقت وحاولوا نشر الدعوة الوهابية بين السكان المحليين ونجحوا بشكل محدود مع نجاح محدود للغاية.
على الرغم من أن هذه المجتمعات كانت صغيرة نسبيًا وسلمية ومقتصرة على عدد معين من القرى حول وسط وشمال البوسنة، فقد سيس القضية بشكل كبير القوميين والمسؤولين المحليين، وكذلك المسؤولين والدبلوماسيين من دول مثل كرواتيا وجمهورية التشيك وصربيا. ورد على هذه الأكاذيب دراجان ميكتيتش وزير أمن البوسنة والهرسك في ذلك الوقت، وحذر من إمكانية حدوث المزيد من التسييس الخطير وحتى أعمال العنف مع تهدف إلى تصنيف المسلمين البوسنيين بالمتطرفين.

## التركيبة السكانية
| الكانتون               | التعداد (2013) | عدد المسلمين | %     |
| ---------------------- | -------------- | ------------ | ----- |
| اتحاد البوسنة والهرسك  | 2,219,220      | 1,581,868    | 71.3% |
| كانتون توزلا           | 445,028        | 395,921      | 89.0% |
| كانتون زينيكا-دوبوي    | 364,433        | 303,994      | 83.4% |
| كانتون سراييفو         | 413,593        | 350,594      | 84.8% |
| كانتون يونا-سانا       | 273,261        | 252,758      | 92.5% |
| كانتون البوسنة الوسطى  | 254,686        | 147,809      | 58.0% |
| كانتون الهرسك-نيريتفا  | 222,007        | 91,395       | 41.2% |
| جمهورية صرب البوسنة    | 1,228,423      | 172,742      | 14.1% |
| منطقة برتشكو           | 83,516         | 35,844       | 42.9% |
| كانتون بودريني البوسني | 23,734         | 22,372       | 94.3% |
| كانتون بوسافينا        | 43,453         | 8,341        | 19.2% |
| كانتون 10              | 84,127         | 7,904        | 9.3%  |
| كانتون غرب الهرسك      | 94,898         | 780          | 0.8%  |
| البوسنة والهرسك        | 3,531,159      | 1,790,454    | 50.7% |

| السنة | العدد      | النسبة  |
| ----- | ---------- | ------- |
| 1872  | 630,456    | 51%     |
| 1879  | 448,613▼   | 38.73%▼ |
| 1885  | 492,710▲   | 36.88%▼ |
| 1895  | 548,632▲   | 34.99%▼ |
| 1910  | 612,137▲   | 32.25%▼ |
| 1921  | 588,244▼   | 31.07%▼ |
| 1931  | 718,079▲   | 30.90%▼ |
| 1948  | 788,403▲   | 30.73%▼ |
| 1953  | 891 800▲   | 31.3%▲  |
| 1961  | 842,247▼   | 25.69%▼ |
| 1971  | 1,482,430▲ | 39.57%▲ |
| 1981  | 1.630.033▲ | 39.52%▼ |
| 1991  | 1.902.956▲ | 43.47%▲ |
| 2013  | 1.790.454▼ | 50.70%▲ |

## المعرض

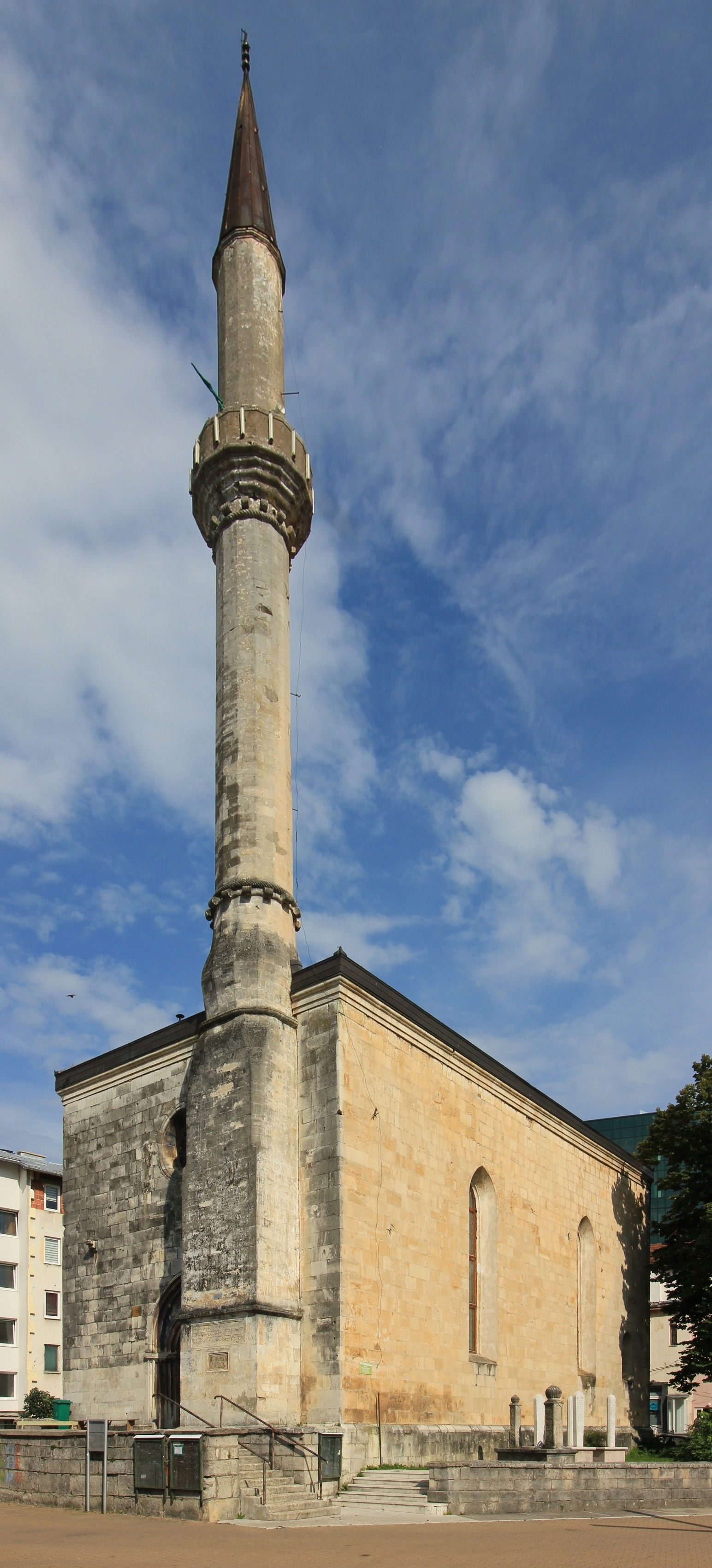
مسجد الفاتحية المبني عام 1266
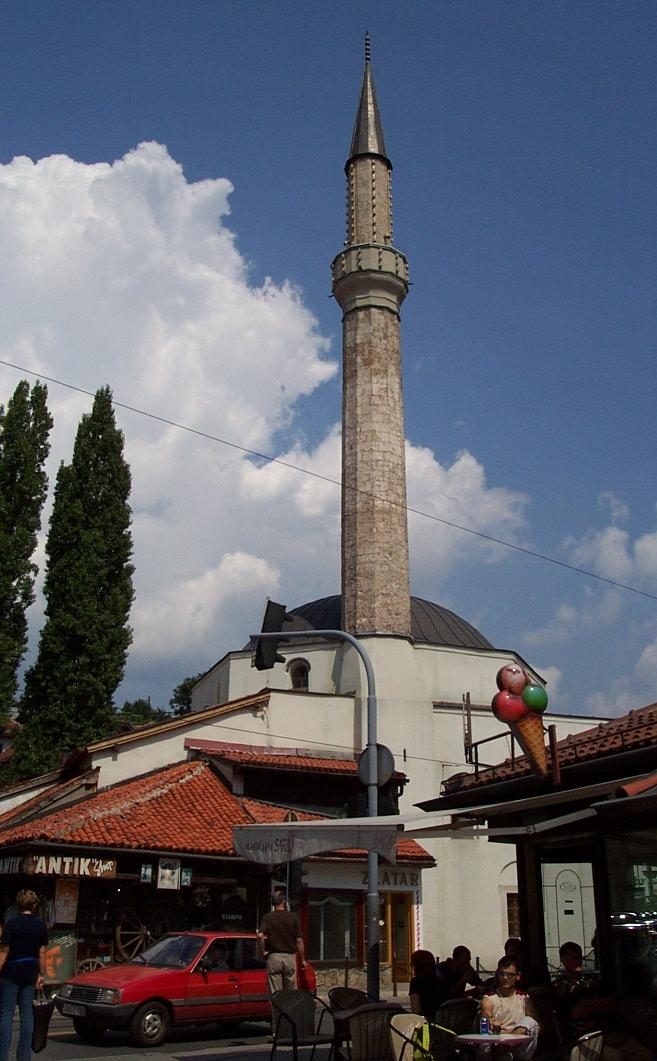
مسجد مسلم الدين شيكريكيا، سراييفو، المبني عام 1526
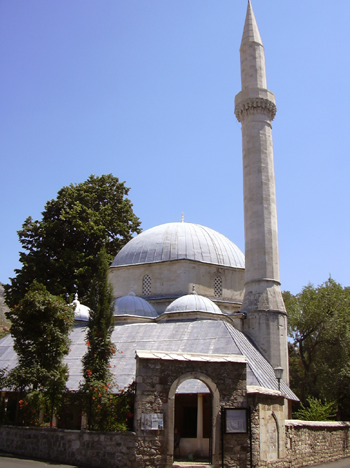
مسجد كركوز بك، موستار, 1557
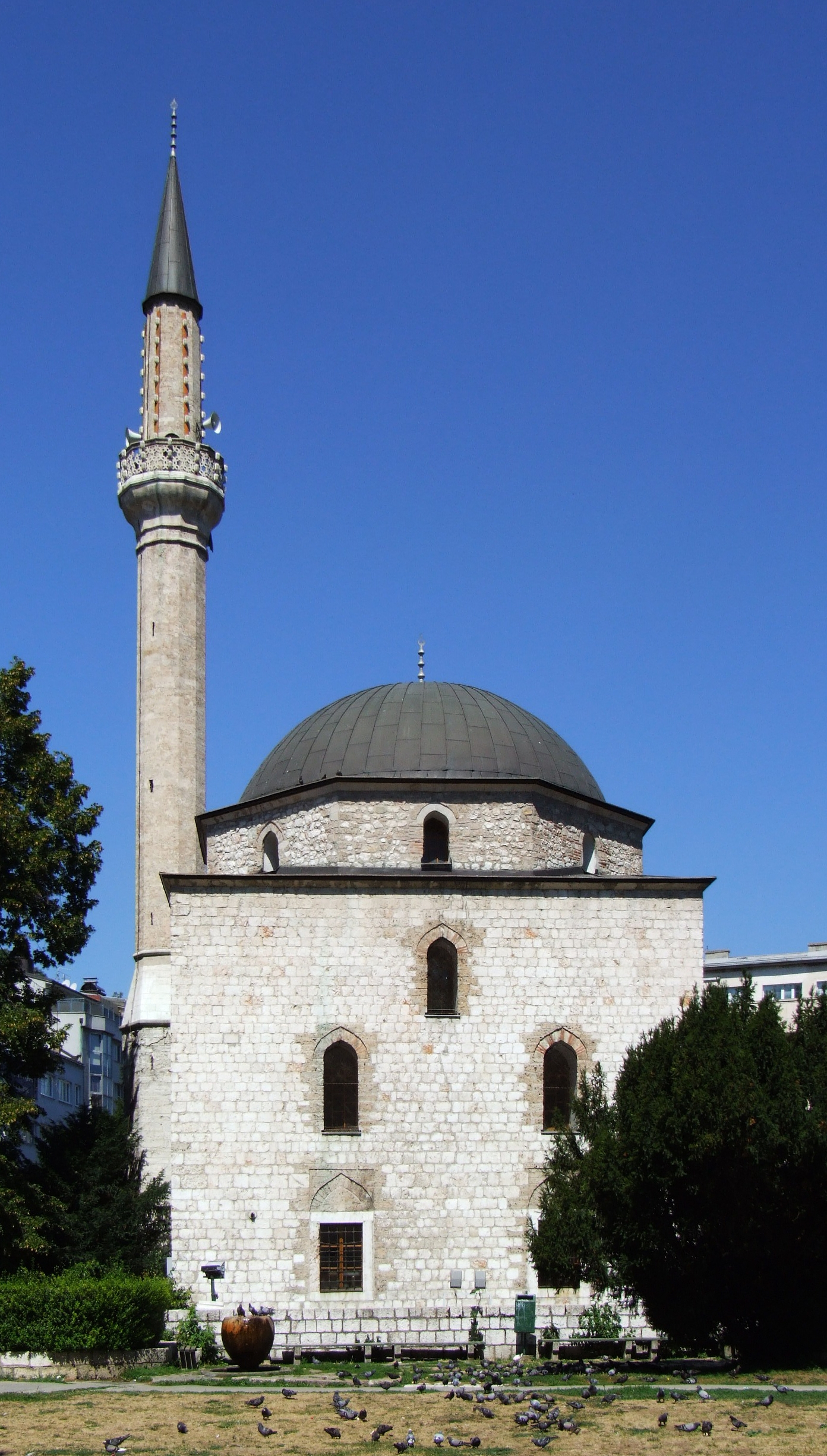
مسجد علي باشا، سراييفو، المبني عام 1560
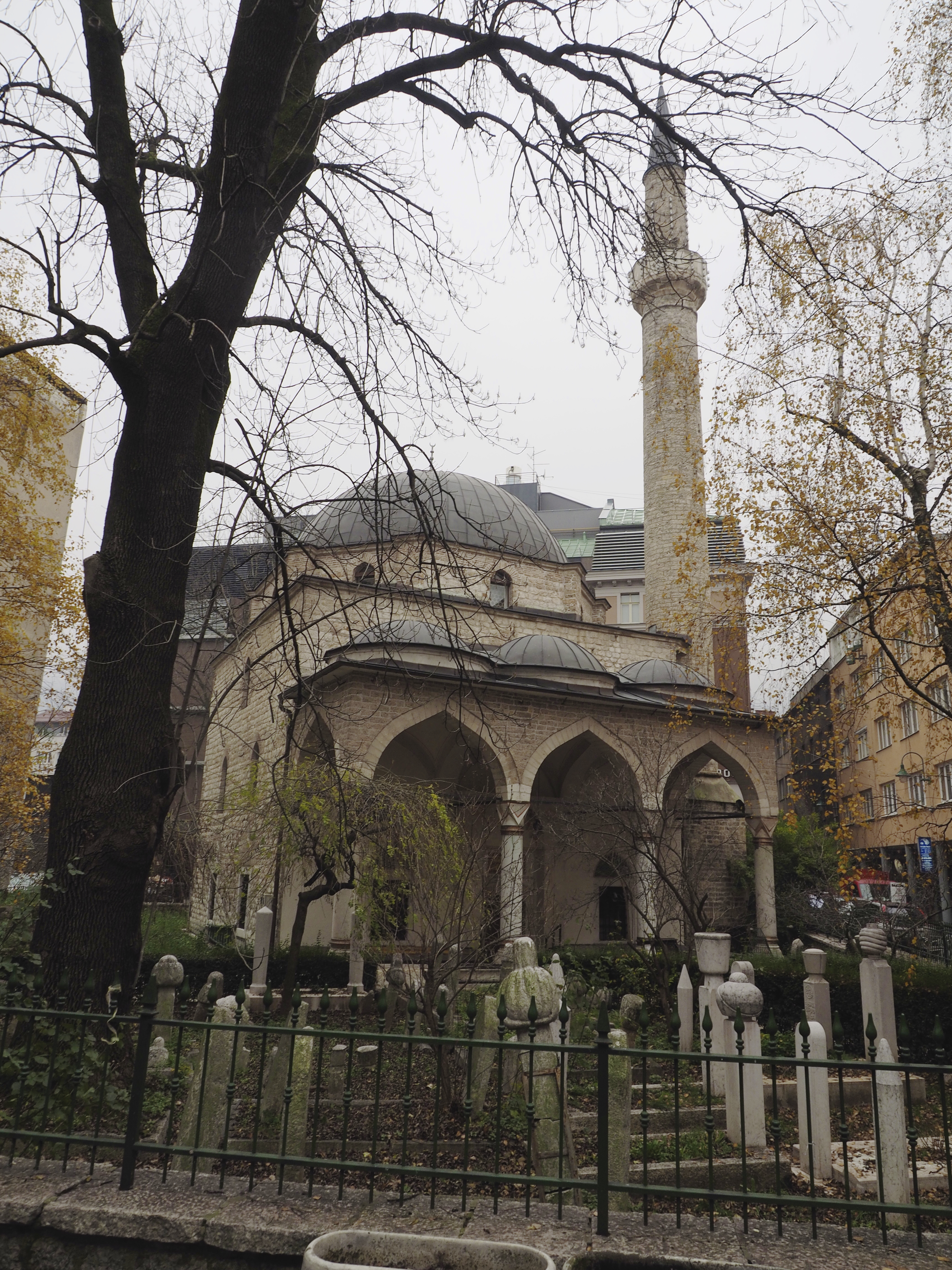
مسجد فرحات باشا، سراييفو، المبني عام 1562
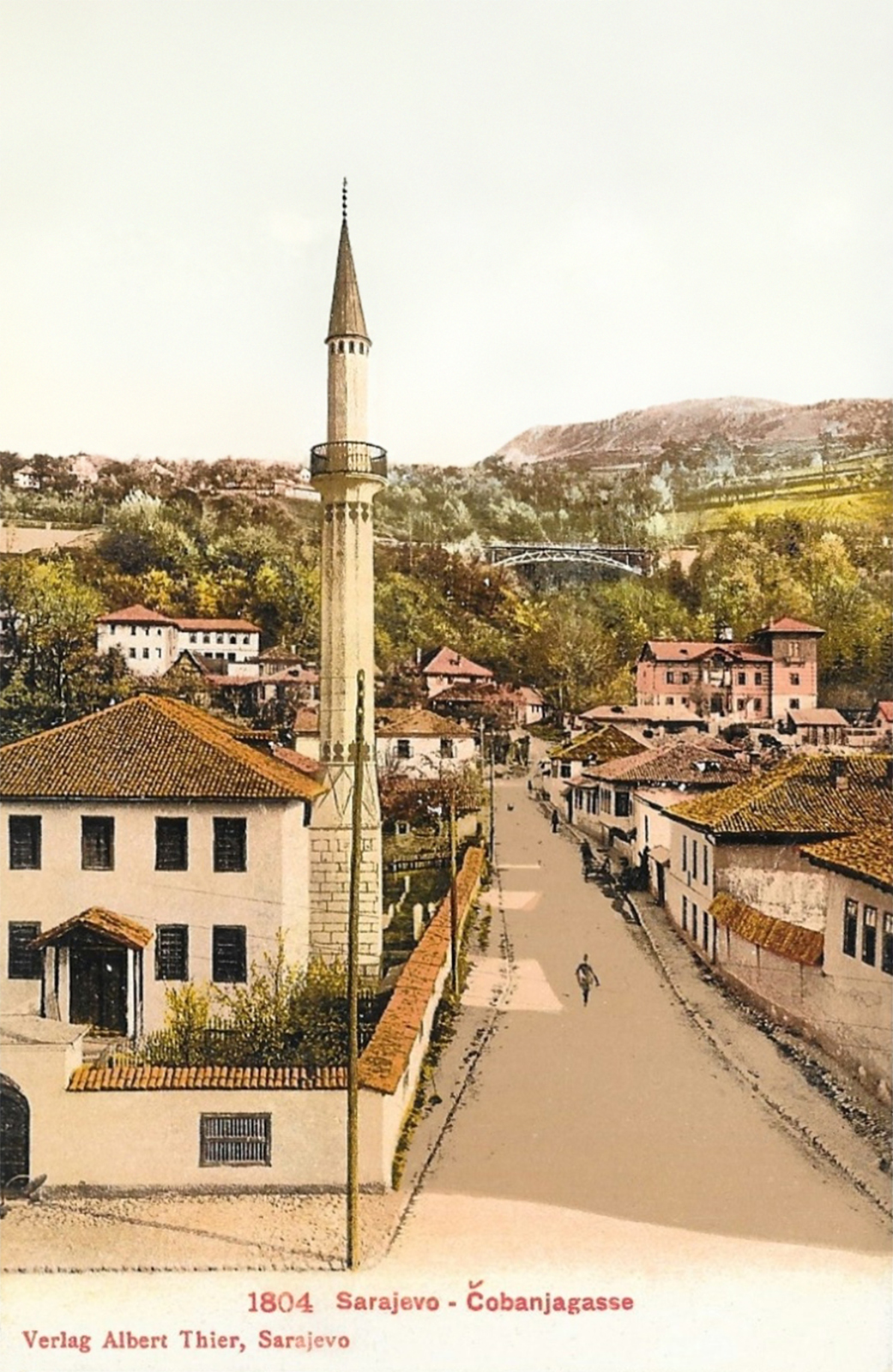
مسجد كوبانيا المبني عام 1565
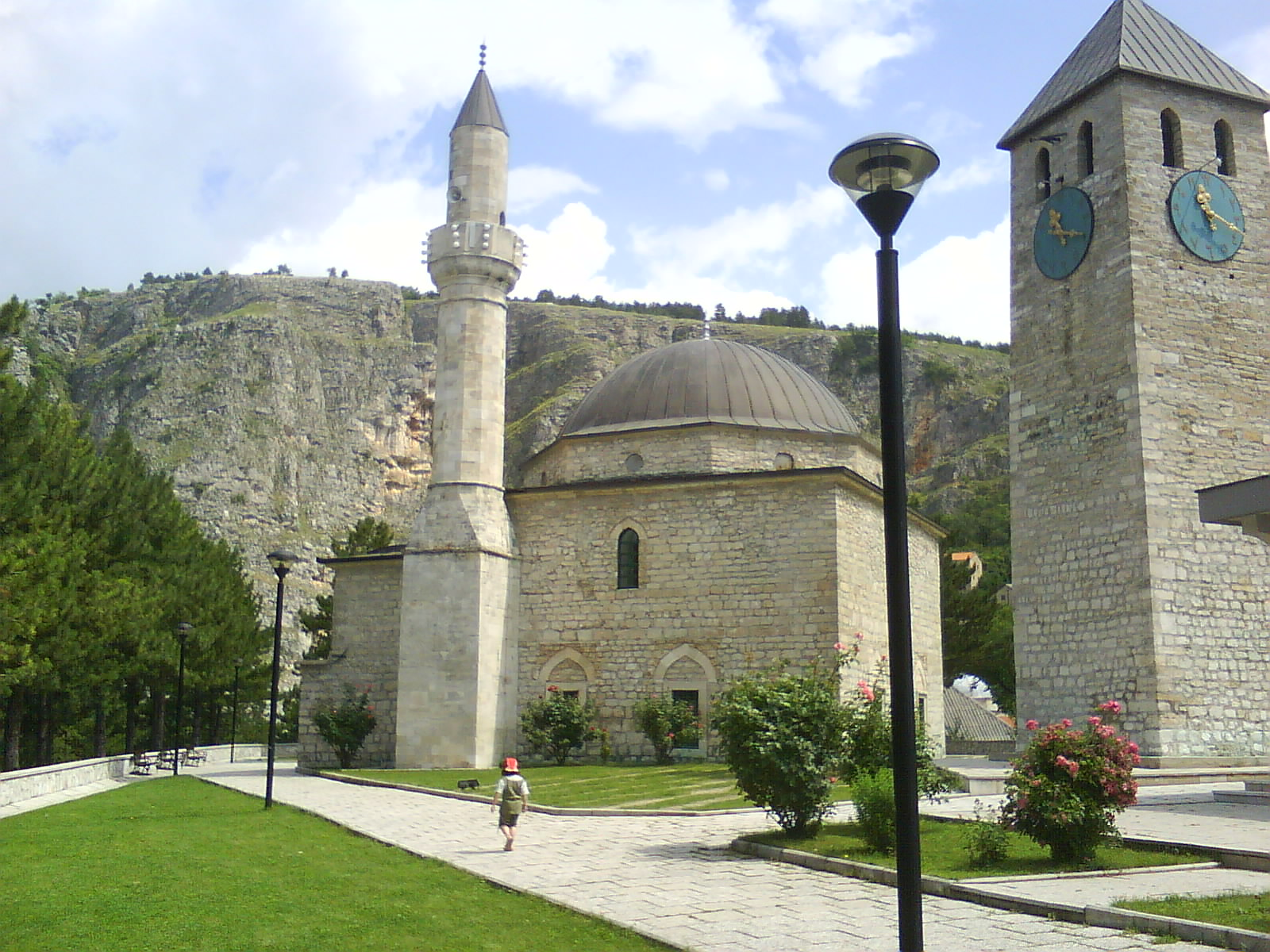
مسجد الحاج أحمد دوكات، ليفنو، المبني عام 1574
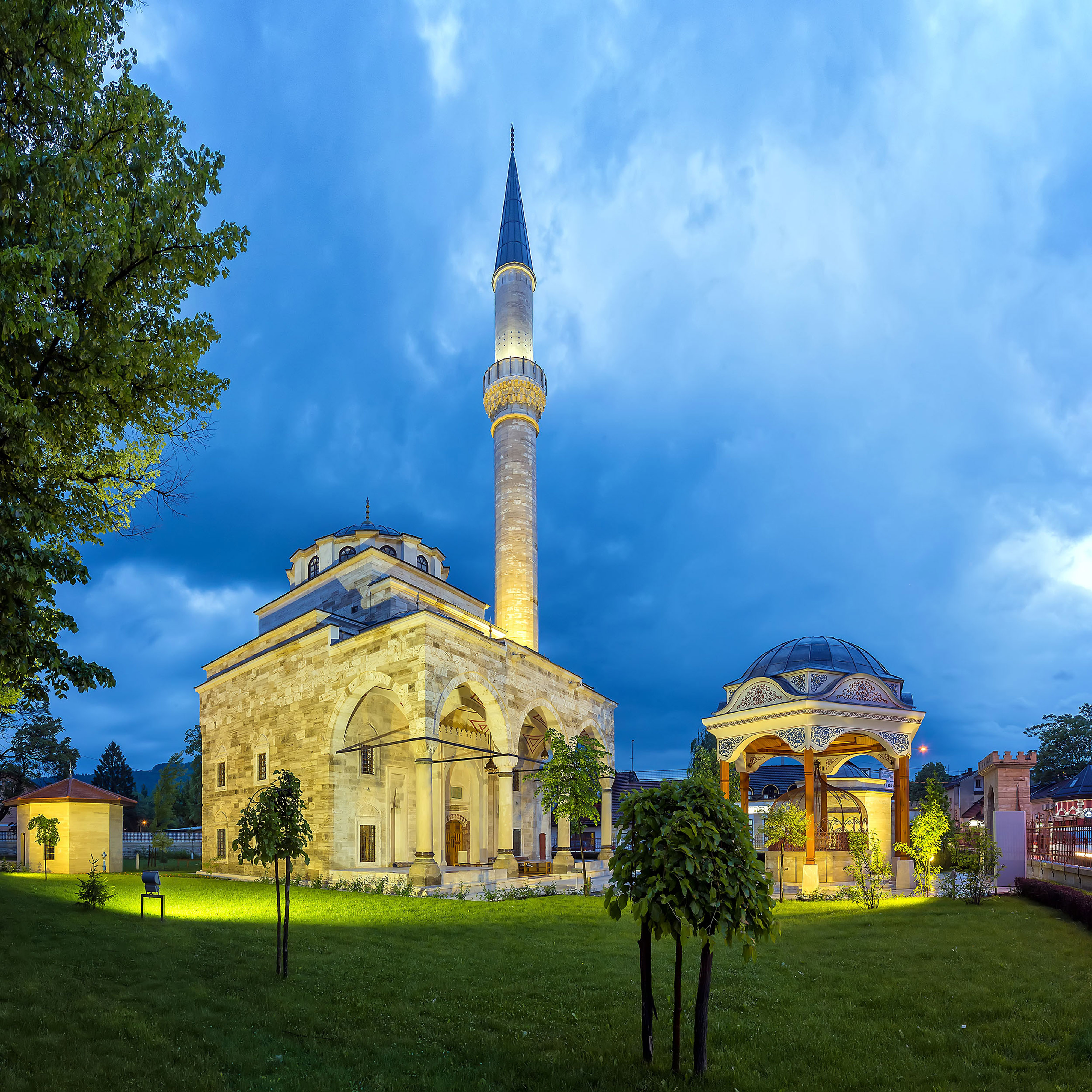
مسجد فرحات باشا، بانيا لوكا، المبني عام 1579 (المجدد عام 2016)

## وصلات خارجية
- بوابة البوسنة والهرسك باللغة العربية